# Condado de Laikipia
El condado de Laikipia es un condado de Kenia.
Se sitúa en el valle del Rift, en latitud ecuatorial. Las principales localidades son Nanyuki, Nyahururu y Rumuruti. La población total del condado es de 399 227 habitantes según el censo de 2009.
La capitalidad del condado está disputada. La sede de las instituciones condales ha estado durante mucho tiempo en Nanyuki, pero se ha decidido trasladarla a Rumuruti por su ubicación más céntrica. Este hecho ha sido objeto de litigio judicial entre los políticos del condado.

## Localización
Con un área de 9461,9 km², tiene los siguientes límites:
| Noroeste: Condado de Baringo | Norte: Condado de Samburu | Noreste: Condado de Isiolo |
| Oeste: Condado de Baringo    |                           | Este: Condado de Meru      |
| Suroeste: Condado de Nakuru  | Sur: Condado de Nyandarua | Sureste: Condado de Nyeri  |

## Demografía
Según el censo de 2009, las principales localidades de este condado son:
1. Nyahururu, municipio, 51 434 habitantes
2. Nanyuki, municipio, 49 233 habitantes
3. Rumuruti, villa, 32 993 habitantes

## Transportes
La principal carretera del condado es la carretera A2, que une Nairobi con Etiopía pasando por Nanyuki. Por Nyahururu pasa la B5, que une Nyeri con Nakuru. El interior del condado está conectado a través de tres carreteras secundarias: C51, C76 y C77.